# Circumferința Pământului
Circumferința Pământului este distanța în jurul Pământului. Măsurată în jurul Ecuatorului, ea este de 40.075,017 km. Măsurată în jurul polilor, circumferința este de 40.007,863 km.
Măsurarea circumferinței Pământului a avut mare importanță pentru navigație încă din cele mai vechi timpuri. Prima măsurătoare și calcul științific cunoscut a fost făcută de Eratostene, care a atins un grad mare de precizie în calculul său. Dacă Pământul este tratat ca o sferă, determinarea circumferinței sale ar fi cea mai importantă măsurătoare. Pământul se abate de la forma sferică cu aproximativ 0,3%, prin aplatizare.
În timpurile moderne, circumferința Pământului a fost folosită pentru a defini unitățile fundamentale de măsură ale lungimii: mila marină în secolul al XVII-lea și metrul în secolul al XVIII-lea. Circumferința polară a Pământului este foarte aproape de 21.600 de mile marine, deoarece mila marină fusese gândită să reprezinte un minut⁠(d) de latitudine, care este una din 21.600 de diviziuni ale circumferinței polare (adică 60 de minute × 360 de grade). Circumferința polară este și ea aproape de 40.000 de kilometri, deoarece metrul a fost definit inițial⁠(d) ca fiind o zecime de milionime (adică, un kilometru este o zecime de miime) din arcul de la pol la ecuator (sfertul de meridian). Lungimea fizică a fiecărei unități de măsură a rămas apropiată de ceea ce s-a determinat a fi la momentul respectiv, dar precizia măsurării circumferinței s-a îmbunătățit de atunci.

## Istorie

### Eratostene
Măsurarea circumferinței Pământului este cel mai cunoscut dintre rezultatele obținute de Eratostene, care a estimat că meridianul are o lungime de 252.000 de stadii, cu o eroare asupra valorii reale între −2,4% și +0,8% (presupunând o valoare pentru stàdion între 155 și 160 de metri). Eratostene și-a descris tehnica într-o carte intitulată Despre măsura Pământului, care nu s-a păstrat.

Măsurarea circumferinței Pământului conform versiunii simplificate a lui Cleomede, bazată pe aproximarea că Syene se află pe Tropicul Racului și pe același meridian cu Alexandria

Metoda lui Eratostene de a calcula circumferința Pământului s-a pierdut; ceea ce s-a păstrat este versiunea simplificată descrisă de Cleomedes pentru a populariza descoperirea. Cleomedes își invită cititorul să se gândească la două orașe egiptene, Alexandria și Syene, Assuanul de astăzi:
1. Cleomedes presupune că distanța dintre Syene și Alexandria era de 5.000 de stadii (o cifră care era verificată anual de către bematiști profesioniști, mensores regii). [6]
2. El presupune ipoteza simplificată (dar inexactă) că Syene se află exact pe Tropicul Racului, spunând că la ora amiezii în ziua solstițiului de vară, Soarele se află direct deasupra capului. Syene era de fapt la nord de tropic cu ceva mai puțin de un grad.
3. El presupune ipoteza simplificată (dar inexactă) că Syene și Alexandria se află pe același meridian. Syene avea se află de fapt la circa 3 grade de longitudine la est de Alexandria.

Conform ipotezelor anterioare, scrie Cleomedes, se poate măsura unghiul de elevație al Soarelui la amiaza solstițiului de vară din Alexandria, folosind o tijă verticală (un Gnomon⁠(d)) de lungime cunoscută și măsurând lungimea umbrei sale pe sol; atunci se poate calcula unghiul razelor Soarelui, despre care el afirmă că este de aproximativ 7°, sau 1/50 din circumferința unui cerc. Considerând Pământul ca fiind sferic, circumferința Pământului ar fi de cincizeci de ori distanța dintre Alexandria și Syene, adică 250.000 de stadii. Deoarece 1 stàdion egiptean este egal cu aproximativ 157,7 metri, rezultatul este de aproximativ 39.425 km, care este cu 1,5% mai puțin decât circumferința reală, 40.008 km. 
Metoda lui Eratosthenes era de fapt mai complicată, după cum afirma același Cleomede, al cărui scop era doar să prezinte o versiune simplificată a celei descrise în cartea lui Eratostene. Metoda se baza pe mai multe călătorii de topografie⁠(d) efectuate de bematiști profesioniști, a căror sarcină era să măsoare cu precizie întinderea teritoriului Egiptului în scopuri agricole și legate de impozitare. Mai mult, faptul că măsura lui Eratostene corespunde exact la 252.000 de stadii ar putea fi ceva intenționat, deoarece este un număr care poate fi împărțit la toate numerele naturale de la 1 la 10: unii istorici cred că Eratostene a schimbat de la valoarea de 250.000 scrisă de Cleomede la această valoare nouă pentru simplificarea calculelor; alți istorici ai științei, pe de altă parte, cred că Eratostene a introdus o nouă unitate de lungime bazată pe lungimea meridianului, așa cum afirma Pliniu, care a scris despre stàdion „după fracția lui Eratostene”.

### Posidonius
Posidonius a calculat circumferința Pământului cu referire la poziția stelei Canopus. După cum a explicat Cleomede, Posidonius a observat-o pe Canopus, dar niciodată deasupra orizontului la Rodos, în timp ce la Alexandria a văzut-o urcând până la 71⁄2 grade deasupra orizontului (arcul de meridian⁠(d) dintre latitudinea celor două locații este de fapt de 5 grade și 14 minute). Deoarece credea că Rodos se află la 5.000 de stadii nord de Alexandria, iar diferența de cotă a stelei sugera că distanța dintre cele două locații era 1/48 din cerc, a înmulțit 5.000 cu 48 pentru a ajunge la o cifră de 240.000 de stadii pentru circumferința Pământului. În general, se crede că stàdionul folosit de Posidonius era aproape exact 1/10 dintr-o milă modernă. Astfel, măsura lui Posidonius de 240.000 de stadii se traduce în 24.000 de mile (39.000 km), nu cu mult sub circumferința reală de 24.901 mi (40.074 km). Strabon a remarcat că distanța dintre Rodos și Alexandria este de 3.750 de stadii și a afirmat că estimarea lui Posidonius a circumferinței Pământului este de 180.000 de stadii sau 18.000 mi (29.000 km). Pliniu cel Bătrân îl menționează pe Posidonius printre sursele sale și, fără a-l numi, a raportat metoda sa de estimare a circumferinței Pământului. El a observat, totuși, că Hiparh a adăugat aproximativ 26.000 de stadii la estimarea lui Eratostene. Valoarea mai mică oferită de Strabon și lungimile diferite ale stadiilor grecești și romane au creat o confuzie persistentă în jurul rezultatului lui Posidonius. Ptolemeu a folosit valoarea mai mică a lui Posidonius de 180.000 de stadii (cu aproximativ 33% prea mică) pentru circumferința pământului în Geografia⁠(d) sa. Acesta a fost numărul folosit de Cristofor Columb pentru a subestima distanța până în India la 70.000 de stadii.

### Aryabhata
În jurul anului 525 e.n., matematicianul și astronomul indian Aryabhata a scris Aryabhatiya⁠(d), în care a calculat diametrul Pământului ca fiind de 1.050 de Yojana⁠(d). Nu este certă lungimea yojanei folosite de Aryabhata. O citire atentă oferă echivalentul a 14.200 de kilometri, prea mare cu 11%. O alta dă 15.360 km, prea mare cu 20%. O alta dă 13.440 km, prea mare cu 5%.

### Epoca de aur islamică
În jurul anului 830 e.n., califul Al-Ma'mun a însărcinat un grup de astronomi musulmani conduși de Al-Khwarizmi să măsoare distanța de la Tadmur (Palmyra) la Raqqa, în Siria modernă. Ei au calculat că circumferința Pământului ar fi în limita a 15% din valoarea modernă și, posibil, mult mai aproape. Cât de precis a fost calculul de fapt, nu se știe din cauza incertitudinii în conversia dintre unitățile arabe medievale și unitățile moderne, dar, în orice caz, limitările tehnice ale metodelor și instrumentelor nu ar permite o precizie mai bună de aproximativ 5%.

Diagramă care arată modul în care al-Biruni a reușit să calculeze circumferința Pământului prin măsurarea adâncirii orizontului dintr-un punct la o înălțime cunoscută.

O modalitate mai convenabilă de estimare a fost furnizată în Codex Masudicus al lui Al-Biruni (1037). Spre deosebire de predecesorii săi, care au măsurat circumferința Pământului observând Soarele simultan din două locații, al-Biruni a dezvoltat o nouă metodă de utilizare a calculelor trigonometrice, bazată pe unghiul dintre o câmpie și un vârf de munte, ceea ce a făcut posibilă măsurarea de o singură persoană dintr-o singură locație. Din vârful muntelui, el a văzut unghiul de scufundare pe care, împreună cu înălțimea muntelui (pe care a calculat-o în prealabil), l-a aplicat formulei legii sinusurilor. Aceasta a fost cea mai veche utilizare cunoscută a unghiului de scufundare și cea mai veche utilizare practică a legii sinusurilor. Cu toate acestea, metoda nu a putut oferi rezultate mai precise decât metodele anterioare, din cauza limitărilor tehnice, și astfel al-Biruni a acceptat valoarea calculată în secolul anterior de către expediția lui al-Ma'mun.

### Eroarea lui Columb
La 1.700 de ani de la moartea lui Eratostene, Cristofor Columb a studiat ceea ce a scris el despre dimensiunea Pământului. Cu toate acestea, pe baza unei hărți a lui Toscanelli⁠(d), Columb a ales să creadă că circumferința Pământului era cu 25% mai mică. Dacă, în schimb, Columb ar fi acceptat valoarea mai mare a lui Eratostene, ar fi știut că locul în care a ajuns nu era Asia, ci mai degrabă o Lume Nouă.

## Utilizare istorică în definirea unităților de măsură
În 1617, omul de știință olandez Willebrord Snellius⁠(d) a evaluat circumferința Pământului la 24.630 mile romane (24.024 mile moderne). În acea perioadă, matematicianul britanic Edmund Gunter a îmbunătățit instrumentele de navigație, inclusiv un nou cuadrant⁠(d) pentru a determina latitudinea pe mare. El a motivat că liniile de latitudine ar putea fi folosite ca bază pentru o unitate de măsură a distanței⁠(d) și a propus mila marină ca fiind un minut sau o șaizecime dintr-un grad de latitudine. Așa cum un grad este {\displaystyle {\frac {1}{360}}} dintr-un cerc, un minut de arc este {\displaystyle {\frac {1}{21600}}} dintr-un cerc — astfel încât circumferința polară a Pământului ar fi exact 21.600 mile. Gunter a folosit circumferința lui Snellius pentru a defini o milă marină ca 6.080 de picioare, lungimea unui minut de arc la 48 de grade latitudine.
În 1793, Franța a definit metrul astfel încât circumferința polară a Pământului să fie de 40.000 de kilometri. Pentru a măsura cu precizie această distanță, Academia Franceză de Științe i-a însărcinat pe Jean Baptiste Joseph Delambre și Pierre Méchain să efectueze o expediție⁠(d) pentru a încerca să măsoare cu precizie distanța dintre o clopotniță din Dunkerque și castelul Montjuïc⁠(d) din Barcelona pentru a estima lungimea arcului de meridian⁠(d) prin Dunkerque. Lungimea primului etalon al metrului s-a bazat pe aceste măsurători, dar ulterior s-a stabilit că lungimea sa era mai scurtă cu aproximativ 0,2 milimetri din cauza calculului eronat al aplatizării Pământului, și astfel prototipul era cu aproximativ 0,02% mai scurt decât definiția propusă inițial a metrului. Oricum, această lungime a devenit standardul francez și a fost adoptată progresiv de alte țări din Europa. Acesta este motivul pentru care circumferința polară a Pământului este de fapt de 40.008 kilometri, în loc de 40.000.